# Illa d'Itaparica
L'illa d'Itaparica està a la badia de Todos os Santos, al litoral de l'estat de Bahia. Amb 146 km² de superfície, es tracta d'una de les majors illes del Brasil. Acull els municipis d'Itaparica i Vera Cruz. Per la seva situació, tanca la badia de Todos os Santos per l'oest, mentre que a l'est se situa la ciutat de Salvador.
Itaparica acostuma a aparèixer en els llistats de les llistes més boniques del país, pel que és un important reclam turístic de Bahia. La seva costa, de gran perímetre, està rodejada per barreres de corall anomenades "Recifes das Pinaúnas", que van de Bom Despacho fins a la Ponta de Aratuba.
Viva o Povo Brasileiro, la novel·la emblemàtica de João Ubaldo Ribeiro (1984), està ambientada en aquest indret.